# Guillaume Monast
Guillaume Monast (né le 12 mai 1988 à Longueuil, dans la province de Québec au Canada) est un joueur professionnel canadien de hockey sur glace.

## Carrière de joueur
Il fait le saut chez les professionnels après une carrière junior de quatre saisons dans la Ligue de hockey junior majeur du Québec. Il évolue alors avec les Steelheads de l'Idaho dans l'ECHL.
Le 9 juin 2013, il est réclamé par les Braves de Valleyfield lors de leur repêchage d'expansion.

## Statistiques en carrière
| Saison    | Équipe                | Ligue |    | Saison régulière | Saison régulière | Saison régulière | Saison régulière | Saison régulière |   | Séries éliminatoires | Séries éliminatoires | Séries éliminatoires | Séries éliminatoires | Séries éliminatoires |
| Saison    | Équipe                | Ligue | PJ | B                | A                | Pts              | Pun              | PJ               | B | A                    | Pts                  | Pun                  |                      |                      |
| 2005-2006 | Foreurs de Val-d'Or   | LHJMQ | 65 | 2                | 7                | 9                | 54               | 5                | 0 | 0                    | 0                    | 0                    |                      |                      |
| 2006-2007 | Foreurs de Val-d'Or   | LHJMQ | 35 | 0                | 4                | 4                | 31               | -                | - | -                    | -                    | -                    |                      |                      |
| 2006-2007 | Mooseheads d'Halifax  | LHJMQ | 32 | 3                | 11               | 14               | 28               | 12               | 2 | 7                    | 9                    | 6                    |                      |                      |
| 2007-2008 | Mooseheads d'Halifax  | LHJMQ | 65 | 8                | 22               | 30               | 68               | 15               | 2 | 4                    | 6                    | 22                   |                      |                      |
| 2008-2009 | Remparts de Québec    | LHJMQ | 63 | 5                | 38               | 43               | 59               | 17               | 3 | 7                    | 10                   | 22                   |                      |                      |
| 2009-2010 | Steelheads de l'Idaho | ECHL  | 68 | 0                | 6                | 6                | 69               | 13               | 1 | 4                    | 5                    | 4                    |                      |                      |
| 2010-2011 | Steelheads de l'Idaho | ECHL  | 48 | 1                | 7                | 8                | 38               | 1                | 0 | 0                    | 0                    | 0                    |                      |                      |
| 2010-2011 | Stars du Texas        | LAH   | 14 | 0                | 1                | 1                | 10               | -                | - | -                    | -                    | -                    |                      |                      |
| 2012-2013 | Redmen de McGill      | CIS   | 25 | 4                | 6                | 10               | 16               | 3                | 0 | 0                    | 0                    | 2                    |                      |                      |
| 2014-2015 | Redmen de McGill      | CIS   | 15 | 2                | 5                | 7                | 20               | -                | - | -                    | -                    | -                    |                      |                      |